# Billboard Hot 100
Billboard Hot 100 är en hitlista där de 100 för tillfället populäraste sångerna i USA presenteras. Den baseras både på försäljningssiffror och på spelningar i radio och publiceras varje torsdag i musiktidskriften Billboard. Listan startades 1958. Flera svenska artister har toppat listan.